# Соломонова Острва на Светском првенству у атлетици на отвореном 2019.
Соломонова Острва су учествовала на 17. Светском првенству у атлетици на отвореном 2019.  одржаном у Дохи од 27. септембра до 6. октобра четрнаести пут. Репрезентацију Соломонских Острва представљао је један атлетичар који се такмичио у трци на 100 метара.,.
На овом првенству такмичар Соломонових Острва није освојио ниједну медаљу али је остварио најбољи лични резултат сезоне.

## Учесници
Мушкарци:
- Paul Ma'unikeni — 100 м

## Резултати

### Мушкарци
| Атлетичар       | Дисциплина | Лични рекорд | Предтакмичење | Предтакмичење | Квалификације        | Квалификације        | Полуфинале           | Полуфинале           | Финале               | Финале       | Детаљи |
| Атлетичар       | Дисциплина | Лични рекорд | Резултат      | Место         | Резултат             | Место                | Резултат             | Место                | Резултат             | Место        | Детаљи |
| --------------- | ---------- | ------------ | ------------- | ------------- | -------------------- | -------------------- | -------------------- | -------------------- | -------------------- | ------------ | ------ |
| Paul Ma'unikeni | 100 м      | 11,14        | 11,29 ЛРС     | 5. у гр 2     | Није се квалификовао | Није се квалификовао | Није се квалификовао | Није се квалификовао | Није се квалификовао | 47 / 65 (68) |        |